# Pedro de Lorenzo
Pedro de Lorenzo Morales (Casas de Don Antonio, Cáceres, 7 de agosto de 1917 - 20 de septiembre de 2000) fue un escritor y periodista español. Novelista de estilo depurado y preciosista, fue uno de los fundadores de la primera revista poética de la posguerra: Garcilaso. Fue miembro de número de la Real Academia de Extremadura de las Letras y las Artes.

## Biografía
Cursa bachillerato y Magisterio en Cáceres, Derecho en Salamanca y Periodismo en Madrid. Ejerció la abogacía en Valencia de Alcántara (Cáceres). Fue doce años profesor de la Escuela Oficial de Periodismo de Madrid. Dirigió El Diario Vasco de San Sebastián en 1942; el diario La Voz de Castilla de Burgos entre 1945 y 1946; las páginas literarias de Arriba (1958-61). Fue redactor de ABC y director adjunto de este periódico entre 1968 y 1975. Obtuvo, entre otros premios, el "Azorín" del gremio de editores y libreros en 1947; "Luca de Tena" y "Álvarez Quintero" en 1957; Fastenrath de la Real Academia Española en 1964; Usti de Periodismo en 1964; Nacional de Literatura en 1968; Nacional de Periodismo en 1972, y finalista del Premio Planeta de novela en 1974. Se casó con Francisca Martínez Senderos, escritora y maestra, en plena Guerra Civil. Al comenzar la contienda es detenido, y pasa dos tercios de la contienda en diferentes prisiones militares. Vive en Valencia de Alcántara (Cáceres) hasta que Francisca consigue una plaza en Madrid en 1948, trasladándose con su familia en ese año a la capital de España. Pedro de Lorenzo. Escenas para un retablo
En Madrid, al concluir la guerra proclama el manifiesto La creación como patriotismo, clave para la del grupo literario «La juventud creadora», que se reúne en el Café de Gijón de Madrid. Junto con Jesús Revuelta, Jesús Juan Garcés y José García Nieto crean en 1943 la primera revista poética de la posguerra: Garcilaso. Pedro de Lorenzo dirigió el primer número, dejando el segundo y sucesivos en manos de García Nieto. En ese año de 1943 publica su primera novela, La quinta soledad, escrita en 1939. Aprobada por la censura de la época, es denunciada por ser la novela de un preso no común. Retirada por la Guardia Civil en un primer momento, termina aceptándose su difusión. Pedro de Lorenzo fue también un destacado conferenciante, con una oratoria de estilo ampuloso y retórico, y autor de cientos de artículos en los diferentes medios de prensa del momento: Ya, Arriba, Pueblo, Blanco y Negro y ABC.
Participó también como censor en el aparato de Prensa y propaganda del Régimen, sobre todo entre 1948 y 1952, con informes sobre la poesía de Luis Cernuda, Octavio Paz y otros. Mantuvo, además, una relación epistolar y amistosa con León Degrelle, nazi huido de Bélgica tras la Segunda Guerra Mundial donde estaba reclamado con una pena de muerte pendientePedro de Lorenzo, el censor extremeño.  
El 2 de septiembre de 1980 fue elegido miembro de número de la Real Academia de Extremadura de las Letras y las Artes, y tomó posesión el 29 de noviembre de 1981.
En cuanto a sus libros, cabe decir que estructuró su obra en cinco series de siete libros cada una: "Libros de la vocación", "Novelas del descontento" "Memoria de la tierra y los muertos", "Los adioses" y "Ultimidades".
De entre su obra cabe destacar Los cuadernos de un joven creador (1971), conjunto de cuadernos en los que repasa su vocación y concepción literarias, y el movimiento de la Juventud Creadora; y Viaje de los ríos de España (1968), su ensayo más conocido, llevado a una serie documental de RTVE en 1975.
En segundo lugar, su obra sobre Extremadura: ... y al oeste, Portugal (1946), Extremadura, la fantasía heroica (1961), Capítulos de la insistencia (1975) , Despedida por extremeñas(1992), Redoble para Extremadura (1997) y Siete alardes al asedio de Extremadura (1997). El lema de Pedro de Lorenzo fue: Amó a su tierra; escribió las memorias de sus muertos. Manifestó en numerosas ocasiones: "No quisiera ser nada si para serlo tuviera que dejar de ser extremeño". Por eso Extremadura es protagonista en buena parte de su obra. La ve como una fantasía en cuatro actos, en devenir: Mérida o la romanidad; Badajoz, reino moro; Cáceres señorial y Trujillo, expansivo, abierto a América, junto a Guadalupe y Yuste.
Por último, el grupo de Novelas del descontento. Están protagonizadas por un alter ego del autor llamado Alonso Mora. Para el novelista forman "una novela de una familia en una familia de novelas". Su estilo es sumamente preciosista y de gran riqueza léxica, con resonancias de André Gide, Azorín y Gabriel Miró.
Su argumento gira en torno a los avatares de la vida de Alonso: su infancia (Los álamos de Alonso Mora), su noviazgo y adolescencia hasta el año 31 (Cuatro de familia); su desengaño y huida analizados en la noche del 21 de junio de 1936 en un monólogo extenso (Gran Café); los días de la guerra, con un tiempo reducido a la tarde-noche del 23 de agosto de 1938 a base de diálogo dramático (La soledad en armas); esos mismos días pero en narración de cuadernos (Una conciencia de alquiler); la cuarentena franquista (Episodios de la era del tiburón); retiro y declive del personaje (El hombre de La Quintana).
Puede leer y descargar alguno de los libros de la biografía de Pedro de Lorenzo pulsando aquí.